# H Mart

Logo

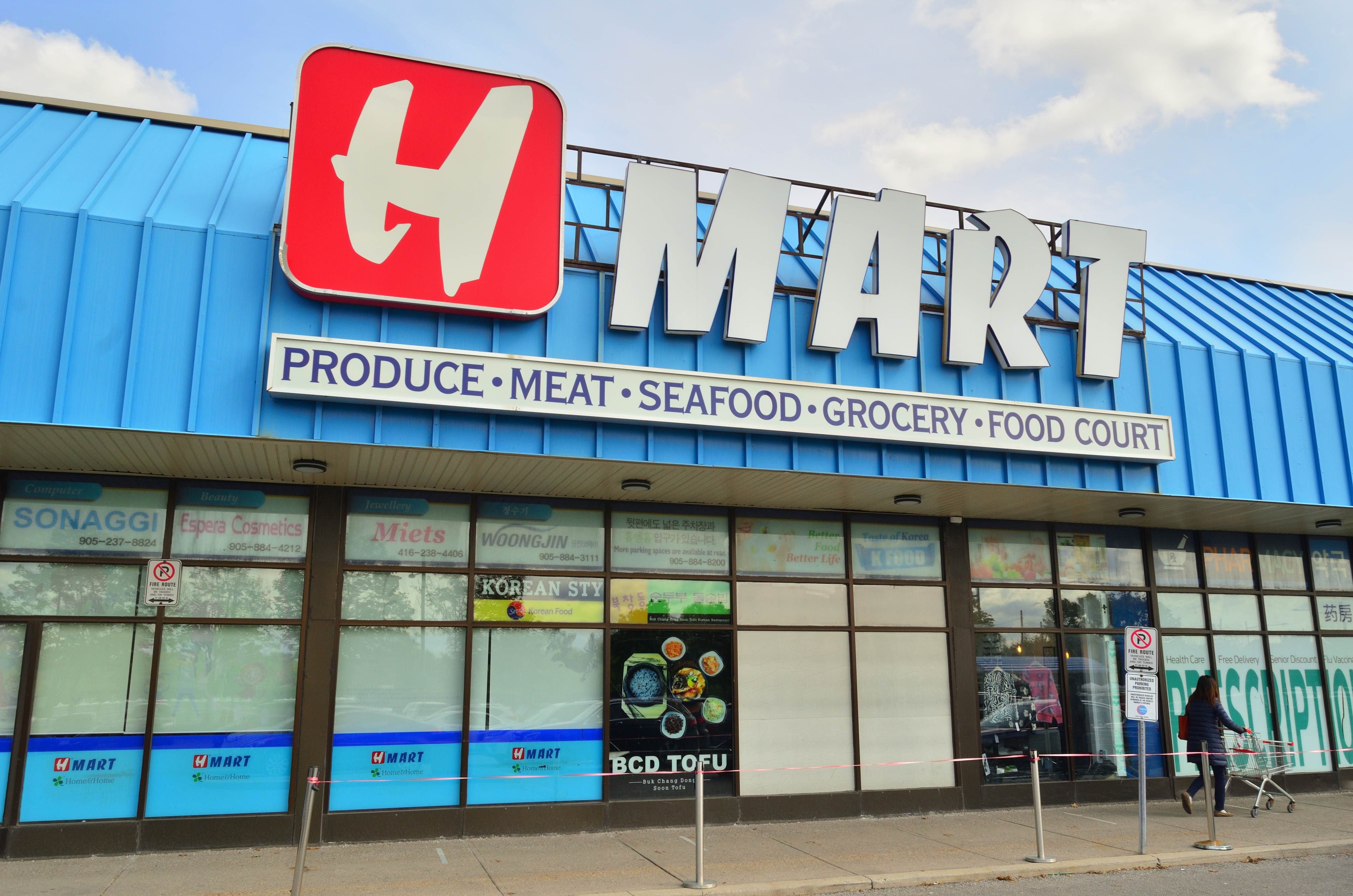
H Mart in Richmond Hill

H Mart (koreanisch: H 마트 oder 한아름 마트; hanja: 韓亞龍) ist eine koreanisch-amerikanische Supermarktkette, die von der Hanahreum-Gruppe mit Hauptsitz in Lyndhurst, New Jersey, betrieben wird. H Mart ist die größte asiatisch-amerikanische Lebensmittelkette mit landesweit 84 Standorten, die unter H-Mart, H-Mart Northwest und H-Mart Colorado firmieren. 2016 hatte das Unternehmen einen Umsatz von 906 Millionen US-Dollar.

## Geschichte
Die Kette begann 1982 in Woodside, Queens, New York City, als kleiner Lebensmittelladen an der Ecke. Der Laden existiert immer noch, arbeitet aber nicht so wie andere H Marts und behält den ursprünglichen Namen Han Ah Reum.
Am 19. Oktober 1998 wurde der aktuelle Hauptsitz der Kette in Lyndhurst, New Jersey, eröffnet. Das „H“ in „H Mart“ steht für Han Ah Reum, eine koreanische Redewendung, die „einen Arm voll Lebensmittel“ bedeutet. Heute betreibt die Kette Standorte in den USA und Kanada sowie 2 Standorte in London und hat sich auf die Bereitstellung asiatischer Lebensmittel spezialisiert.